# 許諫
許諫（？—？），字司正，号静菴，河南河南衛籍江西南昌縣人，明朝政治人物。

## 生平
弘治八年乙卯科（1594年）河南鄉試第四十九名舉人。弘治十八年（1505年）中式乙丑科會試第一百二十五名，二甲第十八名進士。正德三年戊辰（1508）授工部主事，奉命監榷蕪湖。五年庚午，入为监察御史。七年壬申，遷陕西按察僉事。嘉靖中，官陕西左參政。

## 家族
曾祖許均旺；祖父許□□；父許□□，□□。嫡母劉氏；母劉氏。慈侍下。娶杨氏、董氏，有子光祚、光裕、光啓。